# دانيال غونت (سائق سباق)
دانيال غونت (بالإنجليزية: Daniel Gaunt)‏ هو سائق سباق نيوزيلندي، ولد في 1984 في أوكلاند في نيوزيلندا.

## روابط خارجية
- دانيال غونت على موقع Racing-Reference.info (الإنجليزية)
- دانيال غونت على موقع DriverDB.com (الإنجليزية)